# Linda Vista I
Linda Vista I är en ort i Mexiko.   Den ligger i kommunen Huehuetla och delstaten Hidalgo, i den sydöstra delen av landet, 160 km nordost om huvudstaden Mexico City. Linda Vista I ligger 540 meter över havet och antalet invånare är 489.
Terrängen runt Linda Vista I är huvudsakligen kuperad, men västerut är den bergig. Linda Vista I ligger nere i en dal. Runt Linda Vista I är det ganska tätbefolkat, med 104 invånare per kvadratkilometer. Närmaste större samhälle är Huehuetla, 0,91 km väster om Linda Vista I. I omgivningarna runt Linda Vista I växer i huvudsak städsegrön lövskog.